# Motuoruhi Island
Motuoruhi Island, auch Goat Island genannt, ist eine Insel im Hauraki Gulf, im Norden der Nordinsel von Neuseeland.

## Geographie
Motuoruhi Island befindet sich an der Westküste der Coromandel Peninsula, rund 7,8 km westnordwestlich von Coromandel. Zum Festland trennt die Insel rund 2,7 km in Ostnordost-Richtung, wovon ein Teil zum Hautapu Channel gehört. Die Insel besitzt eine Länge von rund 1,37 km in Westsüdwest-Ostnordost-Richtung und eine maximale Breite von rund 680 m in Nordnordwest-Südsüdost-Richtung. Sie kommt dabei auf eine Gesamtfläche von rund 57 Hektar und mist nahezu in der Inselmitte eine maximale Höhe von 169 m, die als A9HX bezeichnet wird.
Südwestlich von Motuoruhi Island befindet sich im Abstand von rund 650 m die kleine Insel Motuokino Island (Shag Rock), östlich in einer Entfernung von rund 430 m die ebenfalls kleine Insel Motumorirau Island (Pauls Island) und südlich die dritte Motuoruhi Island umgebende kleine Insel Motukaramea Island (Kaikai Island), die nach rund 485 m zu erreichen ist. Die Nachbarinseln Motukopake Island und Waimate Island befindet sich rund 1,13 km südöstlich und 1,54 km südsüdöstlich.